# Église de Nurmo
L’église de Nurmo (finnois : Nurmon kirkko) est une église luthérienne  située à Nurmo dans la municipalité de Seinäjoki en Finlande,.

## Architecture

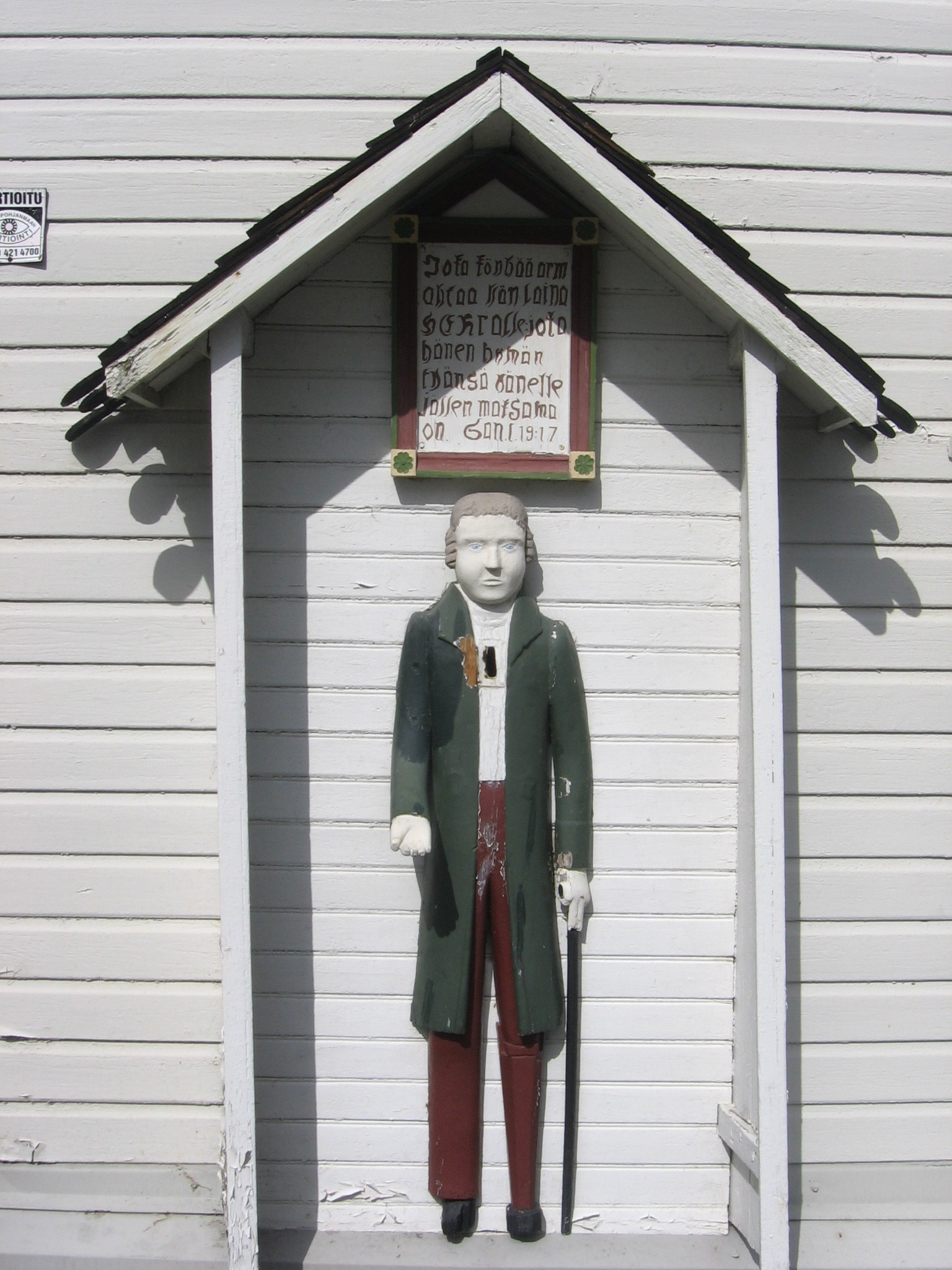
La statue de pauvre homme devant l'église.

L'église de Nurmo est bâtie par Antti et Kaappo Hakola. 
En 1777, Antti Hakola commence les travaux mais il se noie dans la rivière Nurmonjoki (fi) en avril 1778. 
Son fils Kaappo Hakola termine la construction de l'église de 650 sièges qui est inaugurée en 1779. 
Dès l'église construite, Salomon Köhlström fabrique les portes et fenêtres et probablement l'autel. 
En 1782, Salomon Köhlström sculpte aussi la chaire de forme baroque mais aux détails  rococos.
L'église ne sera peinte qu'en 1793, soit quinze années après sa construction. 
À cette époque, les murs extérieurs sont recouverts d'une peinture rouge foncé.
En 1825, la peinture extérieure est rénovée et l'intérieur de l'église est peint pour la première fois.
En même temps, on construit une entrée et les fenêtres sont agrandies.
L'église est repeinte en rouge foncé en 1843, 1872 et en 1900. 
En 1844, Juho Koskiniemi peint le semeur et le fils prodigue. 
Juho Koskiniemi réalise aussi la peinture le bon berger sur la porte de la sacristie et il décore les encadrements des fenêtres et la partie haute des murs.
En 1913, les peintures de Juho Koskiniemi sont recouvertes de peinture blanche et Frans Hiivanainen peint par-dessus les mêmes motifs dans son style propre.
En 1913, les murs extérieurs sont repeints dans leur couleur claire actuelle.
Dès 1819, on propose de décorer le retable,  mais il ne sera peint qu'en 1914 par Väinö Hämäläinen. 
Certains jugent inconvenant son sujet: Jésus et la Samaritaine. 
Cependant, le retable a profondément impressionné la plupart des paroisiens par son sujet et son talent artistique et il est toujours en place.
La direction des musées de Finlande a classé l'église et son paysage culturel dans les sites culturels construits d'intérêt national.